# Vladimir Pčenikin
Vladimir Ivanovič Pčenikin (* 13. července 1970) je bývalý běloruský sportovní šermíř, který se specializoval na šerm kordem. Reprezentoval Bělorusko od jeho samostatnosti v roce 1993. V roce 1998 obsadil třetí místo na mistroví Evropy. Vrcholem jeho sportovní kariéry byla účast na olympijských hrách v roce 2000 v soutěži jednotlivců a v soutěži družstev.